# 廣島自動車道
廣島自動車道（日语：／ Hiroshima jidōshadō */?）是從廣島縣廣島市安佐南區到安佐北區的高速公路（高速自動車國道）。略稱為廣島道（日语：／ Hiroshima dō */?）。法定路線名與濱田自動車道合併稱為中國橫斷自動車道廣島濱田線（廣島縣廣島市 - 島根縣濱田市）。高速公路路線編號與中國自動車道（廣島北系統交流道 - 千代田系統交流道間與 E2A 重複編號）、濱田自動車道被共同編為 E74 。

## 交流道
作為國土開發幹線自動車道的路線名、高速自動車國道的路線的起終點依次為廣島JCT至廣島北JCT的順序，此段遵從IC編號、距離標、廣島北JCT至廣島JCT的順序記述。
- 全線都位於廣島縣廣島市。
- 交流道（IC）編號欄的背景色為■顯示該部分道路已經啟用，設施名稱欄的背景色為■顯示該部分設施尚未啟用，未通車路段名稱皆為臨時名稱。
- 巴士站（BS），○/●為使用中，◆為停用中設施。無標示者為未設置巴士站。
- 英略字は以下の項目を示す。
- IC為交流道的簡寫，JCT為系統交流道的簡寫，PA為停車區（日语：パーキングエリア）的簡寫，BS為巴士站的簡寫。

| 26 | 廣島北JCT      |  |  | E2A 中國自動車道                 | 0.3  | - | 0.0KP為中國道分岔部分 | 安佐北區 |
| 1  | 廣島北IC       |  |  | 國道191號 廣島北道路（候補路線） | 3.1  | ○ |                       | 安佐北區 |
| -  | 久地PA         |  |  | -                                | 10.7 |   |                       | 安佐北區 |
| -  | 久地BS         |  |  | -                                | 11.9 | ○ |                       | 安佐北區 |
| 2  | 廣島西風新都IC |  |  |                                  | 13.5 |   |                       | 安佐南區 |
| 30 | 廣島JCT        |  |  | E2 山陽自動車道                  | 17.5 | - | 距離標至16.8KP為止    | 安佐南區 |

## 歷史
- 1983年3月24日 : 廣島北系統交流道～廣島北交流道通車。
- 1985年3月20日 : 廣島北交流道～廣島系統交流道通車，全線通車。
- 2001年7月6日 : 廣島西風新都交流道通車。

## 路線狀況

### 車道與速限
| 區間                              | 車道 上下線=上行線+下行線 | 速限   |
| --------------------------------- | ------------------------- | ------ |
| 廣島系統交流道 - 廣島北系統交流道 | 4=2+2                     | 80km/h |

### 主要隧道與橋梁
- 宮鄉隧道（廣島西風新都交流道 - 廣島北交流道） : 上行線1,220公尺 下行線1,217公尺
- 太田川橋（廣島西風新都交流道 - 廣島北交流道）: 744公尺

### 隧道數
| 區間名                          | 上下線 |
| ------------------------------- | ------ |
| 廣島系統交流道 - 久地停車區     | 0      |
| 久地停車區 - 廣島北交流道       | 3      |
| 廣島北交流道 - 廣島北系統交流道 | 0      |
| 合計                            | 3      |

### 道路管理者
- NEXCO西日本 中國支社
  - 廣島高速公路事務所 : 廣島系統交流道 - 廣島西風新都交流道
  - 千代田高速公路事務所 : 廣島西風新都交流道 - 廣島北系統交流道

### 交通量
24時間交通量（台）　道路交通調查
| 區間                                | 平成17（2005）年度 | 平成22（2010）年度 |
| ----------------------------------- | ------------------ | ------------------ |
| 廣島北系統交流道 - 廣島北交流道     | 23,024             | 20,768             |
| 廣島北交流道 - 廣島西風新都交流道   | 22,467             | 20,588             |
| 廣島西風新都交流道 - 廣島系統交流道 | 19,304             | 18,480             |

（出典：「平成22年度道路交通調查 （页面存档备份，存于）」（自國土交通省網頁摘取資料作成）

## 地理

### 通過自治體
- 廣島縣
廣島市安佐南區 - 廣島市安佐北區

### 連接高速公路
- E2A 中國自動車道（於廣島北系統交流道連接）
- E2 山陽自動車道（於廣島系統交流道連接）

## 相關項目
- 日本高速公路列表
- 中國地方道路列表

## 外部連結
- 獨立行政法人 日本高速道路保有債務、返還機構 （页面存档备份，存于）
- 西日本高速道路株式會社 （页面存档备份，存于）